# Setúbal (circonscription électorale)
La circonscription électorale de Setúbal est une circonscription électorale du Portugal, utilisée pour les élections législatives.
Ses frontières correspondent au district du même nom.

## Résultats

### Années 2020

#### 2025
| Parti                                      | Parti                                                   | Voix    | %     | +/-           | Sièges | +/-           |
| ------------------------------------------ | ------------------------------------------------------- | ------- | ----- | ------------- | ------ | ------------- |
|                                            | Chega (CH)                                              | 129 763 | 26,98 | 6,20          | 6      | 2             |
|                                            | Parti socialiste (PS)                                   | 122 858 | 25,54 | 6,45          | 5      | 2             |
|                                            | AD – Coalition PSD/CDS (PPD/PSD.CDS-PP)                 | 103 213 | 21,46 | 3,89          | 5      | 1             |
|                                            | Coalition démocratique unitaire (PCP-PEV)               | 34 914  | 7,26  | 0,65          | 1      | en stagnation |
|                                            | LIBRE (L)                                               | 28 622  | 5,95  | 1,56          | 1      | en stagnation |
|                                            | Initiative libérale (IL)                                | 27 074  | 5,63  | 0,15          | 1      | en stagnation |
|                                            | Bloc de gauche (BE)                                     | 13 072  | 2,72  | 3,42          | 0      | 1             |
|                                            | Personnes–Animaux–Nature (PAN)                          | 9 223   | 1,92  | 0,70          | 0      | en stagnation |
|                                            | Alternative démocratique nationale (ADN)                | 4 185   | 0,87  | 0,69          | 0      | en stagnation |
|                                            | Parti communiste des travailleurs portugais (PCTP/MRPP) | 2 993   | 0,62  | 0,14          | 0      | en stagnation |
|                                            | Volt Portugal (VP)                                      | 887     | 0,18  | 0,02          | 0      | en stagnation |
|                                            | Parti libéral-social (PLS)                              | 847     | 0,18  | Nv.           | 0      | en stagnation |
|                                            | Réagir, inclure, recycler (RIR)                         | 749     | 0,16  | 0,11          | 0      | en stagnation |
|                                            | Ergue-te (E)                                            | 713     | 0,15  | 0,04          | 0      | en stagnation |
|                                            | Nouvelle Droite (ND)                                    | 682     | 0,14  | 0,11          | 0      | en stagnation |
|                                            | Ensemble pour le peuple (JPP)                           | 452     | 0,09  | en stagnation | 0      | en stagnation |
|                                            | Nous, citoyens ! (NC)                                   | 389     | 0,08  | Abs.          | 0      | en stagnation |
|                                            | Parti populaire monarchiste (PPM)                       | 320     | 0,07  | N/A           | 0      | en stagnation |
|                                            |                                                         |         |       |               |        |               |
| Suffrages exprimés                         | Suffrages exprimés                                      | 480 956 | 97,87 |               |        |               |
| Votes blancs                               | Votes blancs                                            | 6 118   | 1,24  |               |        |               |
| Votes invalides                            | Votes invalides                                         | 4 345   | 0,88  |               |        |               |
| Total                                      | Total                                                   | 491 419 | 100   | –             | 19     | en stagnation |
| Abstentions                                | Abstentions                                             | 263 307 | 34,89 |               |        |               |
| Inscrits/Participation                     | Inscrits/Participation                                  | 754 726 | 65,11 |               |        |               |
|                                            |                                                         |         |       |               |        |               |
| Source: Commission nationale des élections |                                                         |         |       |               |        |               |

| Parti | Parti | Parti | Parti   | Députés                                                                                               |
| ----- | ----- | ----- | ------- | --- |
|       | CH    | CH    | CH      | - Rita Matias - Patricia Martins - Nuno da Costa - Daniel Caetano - Claudia Sebastião - Ricardo Lopes |
|       | PS    | PS    | PS      | - Antonio Veiga - Euridice de Sousa - André Pinotes - Margarida do Nascimento - Carlos Pereira        |
|       | AD    |       | PPD/PSD | - Maria Teresa da Silva - Paulo Simões - Bruno Viegas - Sonia dos Reis - Antonio Roque                |
|       | CDU   |       | PCP     | - Paula Sobral                                                                                        |
|       | L     | L     | L       | - Paulo Velez                                                                                         |
|       | IL    | IL    | IL      | - Joana Madaleno                                                                                      |

#### 2024
| Parti                                      | Parti                                                   | Voix    | %     | +/-   | Sièges | +/-           |
| ------------------------------------------ | ------------------------------------------------------- | ------- | ----- | ----- | ------ | ------------- |
|                                            | Parti socialiste (PS)                                   | 157 200 | 31,99 | 14,58 | 7      | 3             |
|                                            | Chega (CH)                                              | 102 120 | 20,78 | 11,57 | 4      | 3             |
|                                            | Alliance démocratique (AD) (PSD-PP-PPM)                 | 86 320  | 17,57 | 0,01  | 4      | 1             |
|                                            | Coalition démocratique unitaire (CDU)                   | 38 848  | 7,91  | 2,33  | 1      | 1             |
|                                            | Bloc de gauche (BE)                                     | 30 165  | 6,14  | 0,28  | 1      | en stagnation |
|                                            | Initiative libérale (IL)                                | 26 952  | 5,48  | 0,26  | 1      | en stagnation |
|                                            | Libre (L)                                               | 21 553  | 4,39  | 2,95  | 1      | 1             |
|                                            | Personnes–Animaux–Nature (PAN)                          | 12 865  | 2,62  | 0,59  | 0      | en stagnation |
|                                            | Alternative démocratique nationale (ADN)                | 7 668   | 1,56  | 1,25  | 0      | en stagnation |
|                                            | Parti communiste des travailleurs portugais (PCTP/MRPP) | 2 364   | 0,48  | 0,11  | 0      | en stagnation |
|                                            | Réagir, inclure, recycler (RIR)                         | 1 323   | 0,27  | 0,07  | 0      | en stagnation |
|                                            | Nouvelle Droite (ND)                                    | 1 239   | 0,25  | Nv.   | 0      | en stagnation |
|                                            | Volt Portugal (VP)                                      | 965     | 0,20  | 0,08  | 0      | en stagnation |
|                                            | Ergue-te (E)                                            | 560     | 0,11  | 0,04  | 0      | en stagnation |
|                                            | Alternative 21 (MPT-A)                                  | 438     | 0,09  | 0,03  | 0      | en stagnation |
|                                            | Ensemble pour le peuple (JPP)                           | 430     | 0,09  | 0,04  | 0      | en stagnation |
|                                            | Parti travailliste portugais (PTP)                      | 393     | 0,08  | 0,03  | 0      | en stagnation |
|                                            |                                                         |         |       |       |        |               |
| Suffrages exprimés                         | Suffrages exprimés                                      | 491 403 | 97,77 |       |        |               |
| Votes blancs                               | Votes blancs                                            | 6 253   | 1,24  |       |        |               |
| Votes nuls                                 | Votes nuls                                              | 4 945   | 0,98  |       |        |               |
| Total                                      | Total                                                   | 502 601 | 100   | -     | 19     | 1             |
| Abstention                                 | Abstention                                              | 246 489 | 32,91 |       |        |               |
| Inscrits/Participation                     | Inscrits/Participation                                  | 749 090 | 67,09 |       |        |               |
|                                            |                                                         |         |       |       |        |               |
| Source: Commission nationale des élections |                                                         |         |       |       |        |               |

| Parti                                                                          | Parti                                                   | Parti | Parti   | Députés |
| ------------------------------------------------------------------------------ | ------------------------------------------------------- | ----- | ------- | --- |
|                                                                                | PS                                                      | PS    | PS      | \| - André Pinotes Batista - Clarisse Campos - Miguel Matos - Ana Catarina Mendes \| - Antonio Mendes - Euridice Pereira - João Paulo Rebelo \| |
|                                                                                | CH                                                      | CH    | CH      | - Patricia Carvalho - Nuno Gabriel - Rita Matias - Daniel Teixeira                                                                              |
|                                                                                | AD                                                      |       | PPD/PSD | - Teresa Morais - Sonia dos Reis - Paulo Simões Ribeiro - Bruno Vitorino                                                                        |
|                                                                                | CDU                                                     |       | PCP     | - Paula Santos |
|                                                                                | BE                                                      | BE    | BE      | - Joana Mortagua |
|                                                                                | IL                                                      | IL    | IL      | - Joana Cordeiro |
|                                                                                | L                                                       | L     | L       | - Paulo Muacho |
| - André Pinotes Batista - Clarisse Campos - Miguel Matos - Ana Catarina Mendes | - Antonio Mendes - Euridice Pereira - João Paulo Rebelo |       |         | |

#### 2022
| Parti                                      | Parti                                              | Voix    | %     | +/-  | Sièges | +/-           |
| ------------------------------------------ | -------------------------------------------------- | ------- | ----- | ---- | ------ | ------------- |
|                                            | Parti socialiste (PS)                              | 198 126 | 46,57 | 5,54 | 10     | 1             |
|                                            | Parti social-démocrate (PPD/PSD)                   | 69 967  | 16,44 | 1,52 | 3      | en stagnation |
|                                            | Coalition démocratique unitaire (CDU)              | 43 553  | 10,24 | 6,14 | 2      | 1             |
|                                            | Chega (CH)                                         | 39 171  | 9,21  | 7,20 | 1      | 1             |
|                                            | Bloc de gauche (BE)                                | 24 940  | 5,86  | 6,69 | 1      | 1             |
|                                            | Initiative libérale (IL)                           | 22 225  | 5,22  | 4,15 | 1      | 1             |
|                                            | Personnes–Animaux–Nature (PAN)                     | 8 641   | 2,03  | 2,57 | 0      | 1             |
|                                            | Libre (L)                                          | 6 140   | 1,44  | 0,16 | 0      | en stagnation |
|                                            | CDS – Parti populaire (CDS-PP)                     | 4 863   | 1,14  | 1,93 | 0      | en stagnation |
|                                            | Parti communiste des travailleurs portugais (PCTP) | 2 525   | 0,59  | 0,33 | 0      | en stagnation |
|                                            | Réagir, inclure, recycler (RIR)                    | 1 430   | 0,34  | 0,21 | 0      | en stagnation |
|                                            | Alternative démocratique nationale (ADN)           | 1 310   | 0,31  | 0,13 | 0      | en stagnation |
|                                            | Volt Portugal (VP)                                 | 515     | 0,12  | Nv.  | 0      | en stagnation |
|                                            | Parti de la Terre (MPT)                            | 493     | 0,12  | 0,17 | 0      | en stagnation |
|                                            | Mouvement Alternative socialiste (MAS)             | 462     | 0,11  | 0,04 | 0      | en stagnation |
|                                            | Nous, citoyens ! (NC)                              | 375     | 0,09  | 0,19 | 0      | en stagnation |
|                                            | Ergue-te (E)                                       | 319     | 0,07  | 0,39 | 0      | en stagnation |
|                                            | Parti travailliste portugais (PTP)                 | 208     | 0,05  | 0,06 | 0      | en stagnation |
|                                            | Ensemble pour le peuple (JPP)                      | 203     | 0,05  | Abs. | 0      | en stagnation |
|                                            |                                                    |         |       |      |        |               |
| Suffrages exprimés                         | Suffrages exprimés                                 | 425 466 | 98,20 |      |        |               |
| Votes blancs                               | Votes blancs                                       | 4 415   | 1,02  |      |        |               |
| Votes nuls                                 | Votes nuls                                         | 3 379   | 0,78  |      |        |               |
| Total                                      | Total                                              | 433 260 | 100   | -    | 18     | en stagnation |
| Abstention                                 | Abstention                                         | 312 334 | 41,89 |      |        |               |
| Inscrits/Participation                     | Inscrits/Participation                             | 745 594 | 58,11 |      |        |               |
|                                            |                                                    |         |       |      |        |               |
| Source: Commission nationale des élections |                                                    |         |       |      |        |               |

| Parti                                                                                            | Parti | Parti   | Parti   | Députés |
| ------------------------------------------------------------------------------------------------ | --- | ------- | ------- | --- |
|                                                                                                  | PS | PS      | PS      | \| - André Pinotes Batista - Clarisse Campos - João Gomes Cravinho - Ivan Gonçalves - Fernando José \| - Ana Catarina Mendes - Antonio Mendes - Euridice Pereira - Jorge Seguro Sanches - Maria Antonia Almeida Santos \| |
|                                                                                                  | PPD/PSD | PPD/PSD | PPD/PSD | - Nuno Carvalho - Fernando Negrão - Fernanda Velez |
|                                                                                                  | CDU |         | PCP     | - Bruno Dias - Paula Santos |
|                                                                                                  | CH | CH      | CH      | - Bruno Nunes |
|                                                                                                  | BE | BE      | BE      | - Joana Mortagua |
|                                                                                                  | IL | IL      | IL      | - Joana Cordeiro |
| - André Pinotes Batista - Clarisse Campos - João Gomes Cravinho - Ivan Gonçalves - Fernando José | - Ana Catarina Mendes - Antonio Mendes - Euridice Pereira - Jorge Seguro Sanches - Maria Antonia Almeida Santos |         |         | |

### Années 2010

#### 2019
| Parti                                      | Parti                                              | Voix    | %     | +/-  | Sièges | +/-           |
| ------------------------------------------ | -------------------------------------------------- | ------- | ----- | ---- | ------ | ------------- |
|                                            | Parti socialiste (PS)                              | 152 451 | 40,03 | 4,54 | 9      | 2             |
|                                            | Coalition démocratique unitaire (CDU)              | 62 370  | 16,38 | 3,00 | 3      | 1             |
|                                            | Parti social-démocrate (PPD/PSD)                   | 56 842  | 14,92 | N/A  | 3      | 1             |
|                                            | Bloc de gauche (BE)                                | 47 795  | 12,55 | 0,94 | 2      | en stagnation |
|                                            | Personnes–Animaux–Nature (PAN)                     | 17 518  | 4,60  | 2,61 | 1      | 1             |
|                                            | CDS – Parti populaire (CDS-PP)                     | 11 698  | 3,07  | N/A  | 0      | 1             |
|                                            | Chega (CH)                                         | 7 646   | 2,01  | Nv.  | 0      | en stagnation |
|                                            | Libre (L)                                          | 4 873   | 1,28  | 0,24 | 0      | en stagnation |
|                                            | Initiative libérale (IL)                           | 4 090   | 1,07  | Nv.  | 0      | en stagnation |
|                                            | Parti communiste des travailleurs portugais (PCTP) | 3 523   | 0,92  | 0,72 | 0      | en stagnation |
|                                            | Alliance (A)                                       | 2 892   | 0,76  | Nv.  | 0      | en stagnation |
|                                            | Réagir, inclure, recycler (RIR)                    | 2 106   | 0,55  | Nv.  | 0      | en stagnation |
|                                            | Parti national rénovateur (PNR)                    | 1 754   | 0,46  | 0,19 | 0      | en stagnation |
|                                            | Parti de la Terre (MPT)                            | 1 099   | 0,29  | 0,10 | 0      | en stagnation |
|                                            | Nous, citoyens ! (NC)                              | 1 059   | 0,28  | 0,10 | 0      | en stagnation |
|                                            | Parti uni des retraités (PURP)                     | 1 032   | 0,27  | 0,12 | 0      | en stagnation |
|                                            | Parti populaire monarchiste (PPM)                  | 743     | 0,20  | 0,05 | 0      | en stagnation |
|                                            | Parti démocratique républicain (PDR)               | 690     | 0,18  | 0,83 | 0      | en stagnation |
|                                            | Parti travailliste portugais (PTP)                 | 429     | 0,11  | N/A  | 0      | en stagnation |
|                                            | Mouvement Alternative socialiste (MAS)             | 274     | 0,07  | N/A  | 0      | en stagnation |
|                                            |                                                    |         |       |      |        |               |
| Suffrages exprimés                         | Suffrages exprimés                                 | 380 884 | 96,40 |      |        |               |
| Votes blancs                               | Votes blancs                                       | 8 184   | 2,07  |      |        |               |
| Votes nuls                                 | Votes nuls                                         | 6 031   | 1,53  |      |        |               |
| Total                                      | Total                                              | 395 099 | 100   | -    | 18     | en stagnation |
| Abstention                                 | Abstention                                         | 341 484 | 46,36 |      |        |               |
| Inscrits/Participation                     | Inscrits/Participation                             | 736 583 | 53,64 |      |        |               |
|                                            |                                                    |         |       |      |        |               |
| Source: Commission nationale des élections |                                                    |         |       |      |        |               |

| Parti                                                                                                  | Parti                                                                                    | Parti   | Parti                | Députés |
| --- | ---------------------------------------------------------------------------------------- | ------- | -------------------- | --- |
| | PS                                                                                       | PS      | PS                   | \| - André Pinotes Batista - Eduardo Cabrita - Ricardo Mourinho Félix - João Galamba - Catarina Marcelino \| - Ana Catarina Mendes - Filipe Pacheco - Euridice Pereira - Maria Antonia Almeida Santos \| |
| | CDU                                                                                      |         | PCP                  | - Fracisco Lopes - Paula Santos |
| | CDU                                                                                      | PEV     | - José Luís Ferreira | |
| | PPD/PSD                                                                                  | PPD/PSD | PPD/PSD              | - Nuno Carvalho - Fernando Negrão - Fernanda Velez |
| | BE                                                                                       | BE      | BE                   | - Sandra Cunha - Joana Mortagua |
| | PAN                                                                                      | PAN     | PAN                  | - Cristina Rodrigues |
| - André Pinotes Batista - Eduardo Cabrita - Ricardo Mourinho Félix - João Galamba - Catarina Marcelino | - Ana Catarina Mendes - Filipe Pacheco - Euridice Pereira - Maria Antonia Almeida Santos |         |                      | |

#### 2015
| Parti                                      | Parti                                              | Voix    | %     | +/-   | Sièges | +/-           |
| ------------------------------------------ | -------------------------------------------------- | ------- | ----- | ----- | ------ | ------------- |
|                                            | Parti socialiste (PS)                              | 145 607 | 35,49 | 7,48  | 7      | 2             |
|                                            | Portugal en avant (PàF) (PPD/PSD-CDS-PP)           | 95 670  | 23,32 | 15,54 | 5      | 2             |
|                                            | Coalition démocratique unitaire (CDU)              | 79 511  | 19,38 | 1,03  | 4      | en stagnation |
|                                            | Bloc de gauche (BE)                                | 55 372  | 13,49 | 6,12  | 2      | 1             |
|                                            | Personnes–Animaux–Nature (PAN)                     | 8 170   | 1,99  | 0,43  | 0      | en stagnation |
|                                            | Parti communiste des travailleurs portugais (PCTP) | 6 729   | 1,64  | 0,14  | 0      | en stagnation |
|                                            | Libre (L)                                          | 4 263   | 1,04  | Nv.   | 0      | en stagnation |
|                                            | Parti démocrate républicain (PDR)                  | 4 142   | 1,01  | Nv.   | 0      | en stagnation |
|                                            | Parti national rénovateur (PNR)                    | 2 681   | 0,65  | 0,25  | 0      | en stagnation |
|                                            | AGIR (PTP-MAS)                                     | 2 681   | 0,65  | 0,37  | 0      | en stagnation |
|                                            | Parti uni des retraités (PURP)                     | 1 610   | 0,39  | Nv.   | 0      | en stagnation |
|                                            | Parti de la Terre (MPT)                            | 1 592   | 0,39  | 0,03  | 0      | en stagnation |
|                                            | Nous, citoyens ! (NC)                              | 1 574   | 0,38  | Nv.   | 0      | en stagnation |
|                                            | Parti populaire monarchiste (PPM)                  | 1 024   | 0,25  | 0,04  | 0      | en stagnation |
|                                            | Ensemble pour le peuple (JPP)                      | 559     | 0,14  | Nv.   | 0      | en stagnation |
|                                            |                                                    |         |       |       |        |               |
| Suffrages exprimés                         | Suffrages exprimés                                 | 410 305 | 96,84 |       |        |               |
| Votes blancs                               | Votes blancs                                       | 7 239   | 1,71  |       |        |               |
| Votes nuls                                 | Votes nuls                                         | 6 145   | 1,45  |       |        |               |
| Total                                      | Total                                              | 423 689 | 100   | -     | 18     | 1             |
| Abstention                                 | Abstention                                         | 302 064 | 41,62 |       |        |               |
| Inscrits/Participation                     | Inscrits/Participation                             | 725 753 | 58,38 |       |        |               |
|                                            |                                                    |         |       |       |        |               |
| Source: Commission nationale des élections |                                                    |         |       |       |        |               |

| Parti                                                                              | Parti                                                          | Parti  | Parti              | Députés |
| ---------------------------------------------------------------------------------- | -------------------------------------------------------------- | ------ | ------------------ | --- |
|                                                                                    | PS                                                             | PS     | PS                 | \| - Eduardo Cabrita - Ricardo Mourinho Félix - Catarina Marcelino - Inês de Medeiros \| - Ana Catarina Mendes - Euridice Pereira - Paulo Trigo Pereira \| |
|                                                                                    | PàF                                                            |        | PPD/PSD            | - Maria Luís Albuquerque - Maria das Mercês Borges - Pedro do ó Ramos - Bruno Vitorino                                                                     |
|                                                                                    | PàF                                                            | CDS-PP | - Nuno Magalhães   | |
|                                                                                    | CDU                                                            |        | PCP                | - Bruno Dias - Fracisco Lopes - Paula Santos |
|                                                                                    | CDU                                                            | PEV    | - Heloísa Apolónia | |
|                                                                                    | BE                                                             | BE     | BE                 | - Sandra Cunha - Joana Mortagua |
| - Eduardo Cabrita - Ricardo Mourinho Félix - Catarina Marcelino - Inês de Medeiros | - Ana Catarina Mendes - Euridice Pereira - Paulo Trigo Pereira |        |                    | |

#### 2011
| Parti                                      | Parti                                              | Voix    | %     | +/-           | Sièges | +/-           |
| ------------------------------------------ | -------------------------------------------------- | ------- | ----- | ------------- | ------ | ------------- |
|                                            | Parti socialiste (PS)                              | 112 764 | 28,01 | 7,13          | 5      | 2             |
|                                            | Parti social-démocrate (PPD/PSD)                   | 105 583 | 26,23 | 9,31          | 5      | 2             |
|                                            | Coalition démocratique unitaire (CDU)              | 82 159  | 20,41 | 0,32          | 4      | en stagnation |
|                                            | CDS – Parti populaire (CDS-PP)                     | 50 861  | 12,63 | 3,19          | 2      | 1             |
|                                            | Bloc de gauche (BE)                                | 29 667  | 7,37  | 7,11          | 1      | 1             |
|                                            | Personnes–Animaux–Nature (PAN)                     | 6 282   | 1,56  | Nv.           | 0      | en stagnation |
|                                            | Parti communiste des travailleurs portugais (PCTP) | 6 043   | 1,50  | 0,13          | 0      | en stagnation |
|                                            | Mouvement Espoir pour le Portugal (MEP)            | 1 799   | 0,45  | 0,03          | 0      | en stagnation |
|                                            | Parti de la Terre (MPT)                            | 1 682   | 0,42  | 0,19          | 0      | en stagnation |
|                                            | Parti national rénovateur (PNR)                    | 1 595   | 0,40  | Abs.          | 0      | en stagnation |
|                                            | Portugal Pro-vie (PPV)                             | 1 191   | 0,29  | 0,11          | 0      | en stagnation |
|                                            | Parti travailliste portugais (PTP)                 | 1 133   | 0,28  | 0,13          | 0      | en stagnation |
|                                            | Parti populaire monarchiste (PPM)                  | 847     | 0,21  | 0,09          | 0      | en stagnation |
|                                            | Parti de la Nouvelle Démocratie (PND)              | 661     | 0,16  | 0,11          | 0      | en stagnation |
|                                            | Parti ouvrier d'unité socialiste (POUS)            | 308     | 0,08  | en stagnation | 0      | en stagnation |
|                                            |                                                    |         |       |               |        |               |
| Suffrages exprimés                         | Suffrages exprimés                                 | 402 575 | 96,05 |               |        |               |
| Votes blancs                               | Votes blancs                                       | 10 866  | 2,59  |               |        |               |
| Votes nuls                                 | Votes nuls                                         | 5 688   | 1,36  |               |        |               |
| Total                                      | Total                                              | 419 129 | 100   | -             | 17     | en stagnation |
| Abstention                                 | Abstention                                         | 293 006 | 41,14 |               |        |               |
| Inscrits/Participation                     | Inscrits/Participation                             | 712 135 | 58,86 |               |        |               |
|                                            |                                                    |         |       |               |        |               |
| Source: Commission nationale des élections |                                                    |         |       |               |        |               |

| - Eduardo Cabrita - Duarte Cordeiro - Ana Catarina Mendes | - Euridice Pereira - Vieira da Silva |

| - Maria Luís Albuquerque - Maria das Mercês Borges - Pedro do ó Ramos | - Paulo Simões Ribeiro - Bruno Vitorino |